# Moldova 2
Moldova 2 je druhým veřejnoprávním televizním kanálem v Moldavsku, který byl spuštěn 3. května 2016 u příležitosti 58. výročí založení Teleradia-Moldava.
Vysílání začalo záběry z poháru do stolního tenisu mezi novináři "Press Open Moldova 1". Ke spuštění Moldavska 2 došlo na doporučení Evropské vysílací unie, ale také na základě potřeby pokrýt vysílání velkého množství sportovního obsahu.

## Programování
Stanice vysílá reprízy pořadu Moldova 1 a přímé přenosy ze sportovních akcí, jako jsou letní olympijské hry a mistrovství Evropy ve fotbale.

## Distribuce
Moldova 2 je k dispozici v celostátních kabelových sítích.

## Vývoj loga

Původní logo (2016–2018)
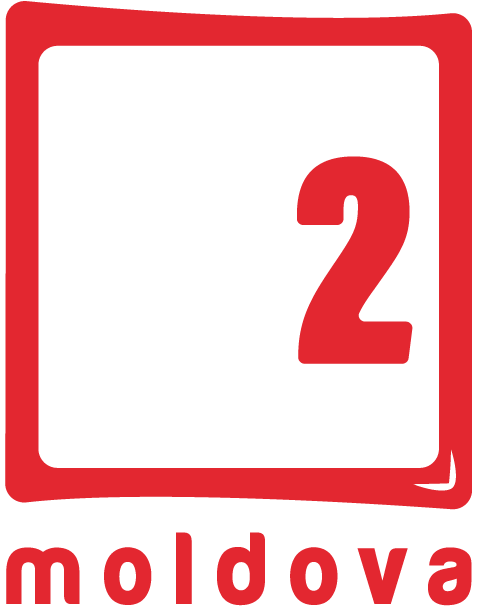
Druhé logo (2018–2022)
Třetí logo (2022–2025)